# Olivacci

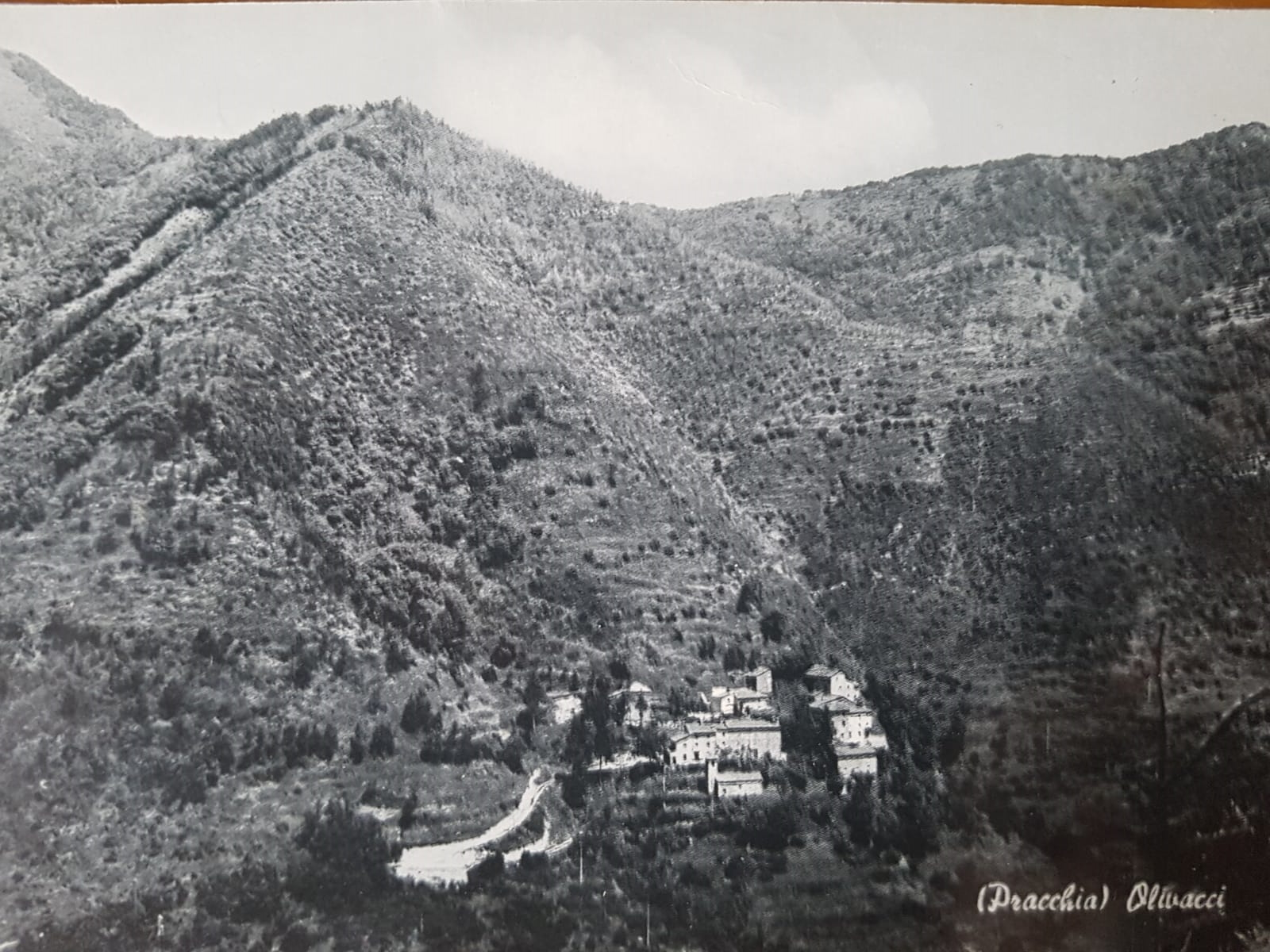
Il borgo di Olivacci ripreso da Frassignoni in una cartolina dei primi anni '60 del XX secolo

Olivacci è una località del comune italiano di Alto Reno Terme, nella città metropolitana di Bologna, in Emilia-Romagna.
Situata sulla sponda sinistra del Reno lungo la cosiddetta Traversa di Pracchia, a 620 m s.l.m., si trova in una vallata boscosa tra le località di Biagioni e Pracchia.

## Geografia fisica
Il fosso degli Olivacci (o Forra degli Olivacci), al decimo chilometro della strada provinciale 632, è attraversato dal rio degli Olivacci affluente di sinistra del fiume Reno, in cui confluisce nei pressi del borgo.
Ha origine in prossimità del crinale compreso fra le cime del Monte Cocomero (1.368 m s.l.m.) e del Monte Lucci (1.103 m s.l.m.) che sovrastano il borgo.

## Storia
Il borgo di Olivacci nacque nel XVI secolo, fondato dai fratelli Francesco, Giuseppe e Antonio Mori, che vi si stabilirono in fuga da Roma al tempo di papa Sisto V, e per questo lo si ritrova citato nei documenti parrocchiali come Villa Mori.

## Monumenti e luoghi d'interesse
Oltre agli antichi edifici in sasso ancora conservati, uno dei quali reca la data 1587, vanta la presenza di un oratorio intitolato a San Matteo con torre campanaria, edificato per volontà di Matteo Taruffi nel 1704, come scritto in approssimativo latino su una lastra in arenaria apposta sulla facciata («D.O.M./HANC FECIT PRO DEVOTIONEM SU/MATTEUS DE TARUFIS PRO SIBI ET HERE SUIS/A.D. MDCCIV»).
Lungo la strada via dei Biagioni, che costituiva la strada principale prima della costruzione della traversa di Pracchia, si trova un vecchio lavatoio pubblico, la cui costruzione è risalente al 1879, che prendeva le sue acque dall'adiacente fosso della Fontana, risorsa utilizzata frequentemente dalla popolazione. Durante il mandato del sindaco Angiolino Marconi (1947-1951) si verificò l'allacciamento all'acquedotto comunale, che portò all'abbandono del vecchio lavatoio. I lavori di ripristino del manufatto vennero iniziati nel 2016 e conclusi con l'inaugurazione dell'8 settembre 2018, a cura dell'associazione culturale "Olivacci e dintorni" e dell'amministrazione comunale di Alto Reno Terme.
Al km 10 della traversa di Pracchia sottostante al borgo, si trova un cippo in ricordo del partigiano Lodovico Venturi di Frassignoni, caduto insieme a un soldato russo aggregato durante uno scontro a fuoco a seguito dell'uccisione del generale tedesco Wilhelm Crisolli, comandante della 20. Luftwaffen-Feld-Division per opera di partigiani che avevano la base a Pian del Sale (Monte dei Trogoni).

## Infrastrutture e trasporti

### Strade
Olivacci è raggiungibile tramite la strada provinciale 632 Traversa di Pracchia, che collega Pracchia con Ponte della Venturina, altra frazione del comune di Alto Reno Terme, tramite una ripida strada asfaltata al km 10 della provinciale 632 Traversa di Pracchia nei pressi del ponte sul rio Olivacci.

### Ferrovie
Sulle sponde del sottostante fiume Reno transita la linea ferroviaria Pistoia-Bologna, detta Ferrovia Porrettana..
Dal borgo prende il nome una sottostante galleria della Ferrovia Porrettana lunga 211 metri.